# See How We Are
See How We Are – szósta płyta zespołu X wydana w 1987 przez firmę Elektra Records.

## Lista utworów
1. I’m Lost
2. You
3. 4th of July
4. In the Time It Takes
5. Anyone Can Fill Your Shoes
6. See How We Are
7. Left & Right
8. When It Rains
9. Hoilday Story
10. Surprise, Surprise
11. Cyrano de Berger’s Back

## Muzycy
- Exene Cervenka – wokal
- Dave Alvin – gitara
- Tony Gilkyson – gitara
- John Doe – wokal, gitara basowa
- D.J. Bonebrake – perkusja